# Pontevedra (Negros Occidental)
Pontevedra è una municipalità di terza classe delle Filippine, situata nella Provincia di Negros Occidental, nella regione di Visayas Occidentale.
Pontevedra è formata da 20 baranggay:
- Antipolo
- Barangay I (Pob.)
- Barangay II (Pob.)
- Barangay III (Pob.)
- Buenavista Gibong
- Buenavista Rizal
- Burgos
- Cambarus
- Canroma
- Don Salvador Benedicto (Carmen)
- General Malvar
- Gomez
- M. H. Del Pilar
- Mabini
- Miranda
- Pandan
- Recreo
- San Isidro
- San Juan
- Zamora